# Бартон-Голл
Бартон-Голл, також відома як плантація Каннінгем, — плантація довоєнного періоду поблизу сучасного Черокі, штат Алабама, США. Побудований у 1840 році, він є стилістично рідкісним прикладом архітектури грецького відродження в Алабамі з елементами пізнього федерального періоду. У 1973 році за свою архітектуру будинок був визнаний національною історичною пам'яткою.

## Опис та історія
Бартон-Голл розташований у сільській місцевості приблизно за 4,0 милі (6,4 км) на захід від міста Черокі та 0,5 милі (0,80 км) на південь від траси Сполучених Штатів 72. Розташований на 4 акри (1,6 га) землі, доступ через дорогу з Седар-Лейн. Будинок 2+1⁄2-поверхова дерев'яна каркасна конструкція з дошками ззовні та зрізаним вальмовим дахом, увінчаним бельведером. Одноярусні двосхилі крила розширені до тилу. Головний фасад завширшки п'ять рамок із симетричним розташуванням вікон навколо центрального входу. Центральна арка відділена від інших рифленими пілястрами, які також з'являються на кутах будівлі. Вхід захищений глибоким ґанком, який підтримується рифленими доричними колонами з доричними тригліфами на карнизі. Ґанок увінчаний балконом, доступ до якого здійснюється через вхід на другому поверсі, стилістично подібний до головного входу внизу. Вхід фланкований бічними вікнами та увінчаний фрамугою та архітравом з вушками.
Особливості інтер'єру періоду включають унікальні сходи, які піднімаються серією подвійних прольотів і мостових майданчиків до обсерваторії на даху, з якої відкривався вид на плантацію.
У 1840 році Армстед Бартон, уродженець Теннессі, переїхав у цей район і придбав 40 000 акрів (16 000 га), на якому він розпочав будівництво цього будинку. На момент його смерті в 1847 році будинок залишився недобудованим і був завершений через два роки під наглядом його вдови. Власність була продана родині Бартон у 1908 році. У 1967 році нащадок Бартона викупив будинок.
У листопаді 2008 року відомий фотограф Чарльз Мур зробив свої останні задокументовані фотографії на цій території. Дім продовжує бути приватною власністю та зайнятим, і він не відкритий для громадськості.

## Галерея

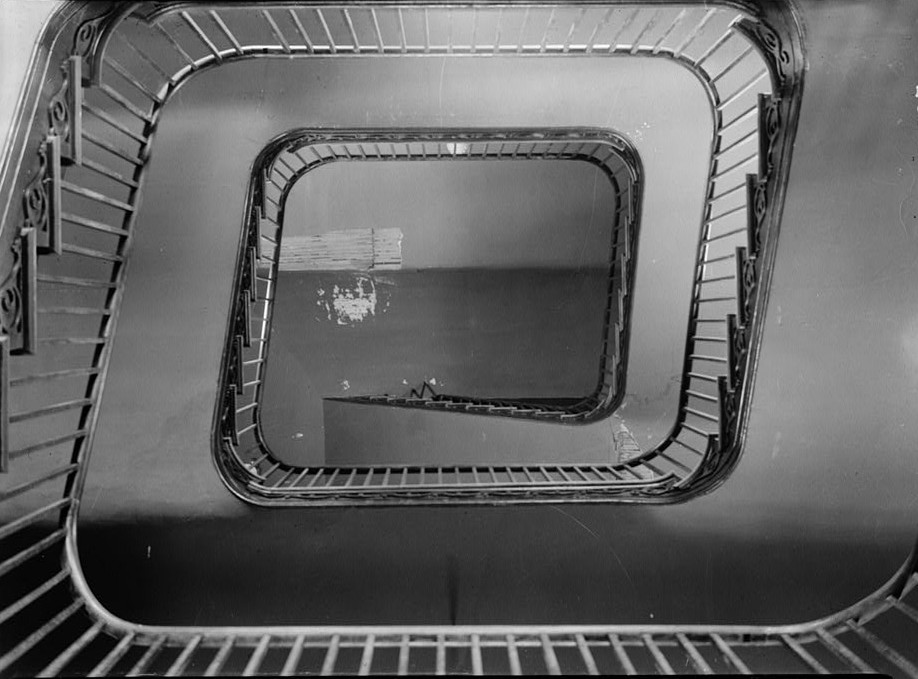
Вид на сходову клітку, до обсерваторії.
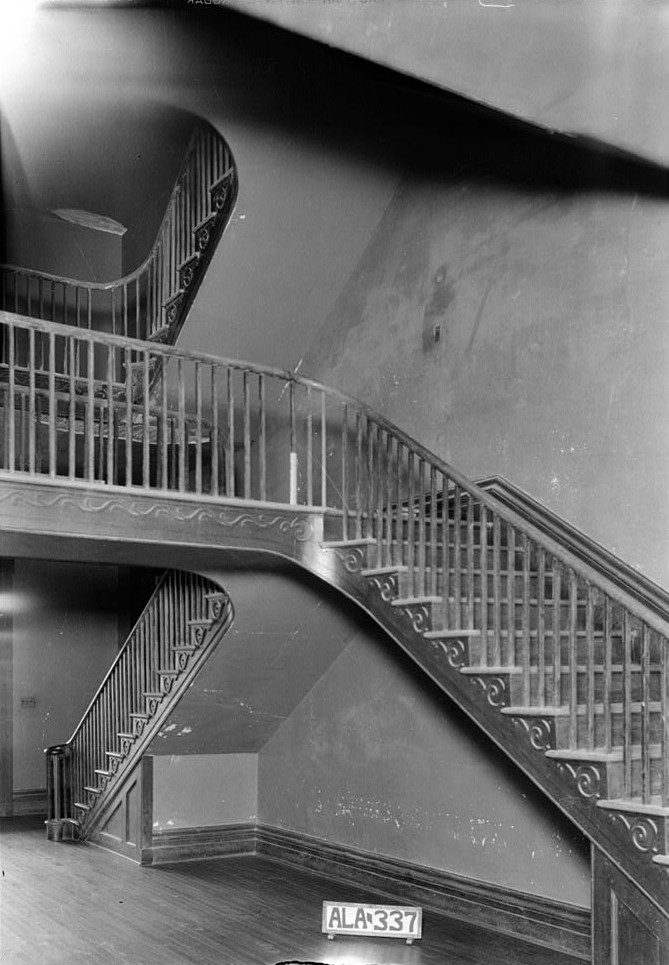
Оформлення сходів із західного боку головного холу.
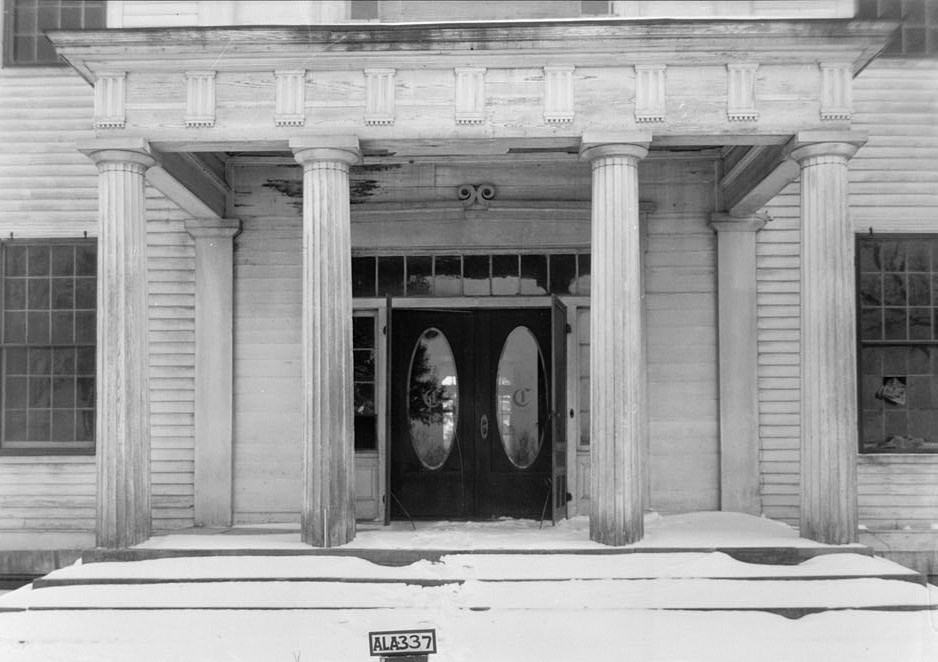
Парадний вхідний ґанок.
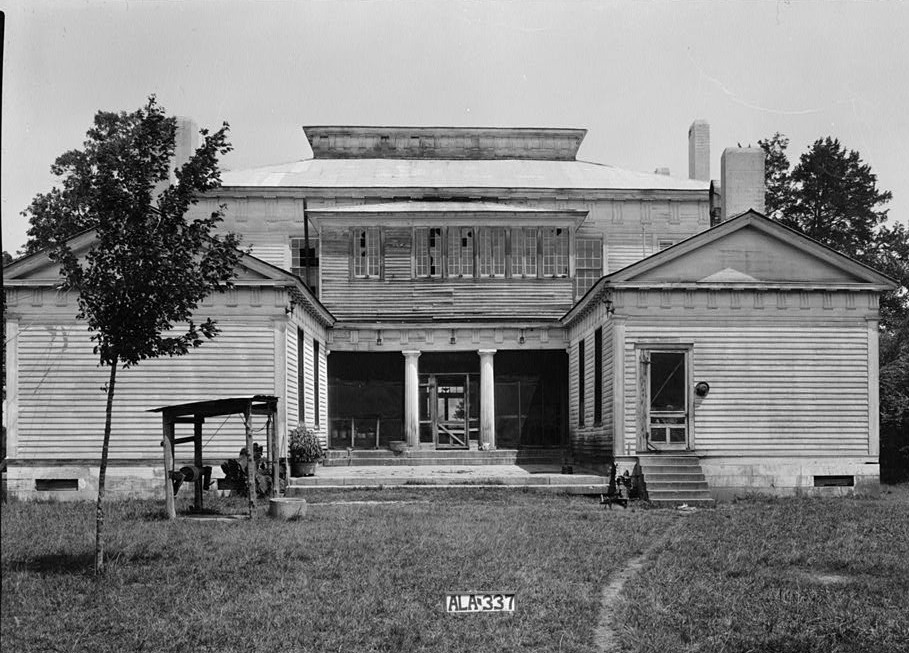
Вид на заднє подвір'я.
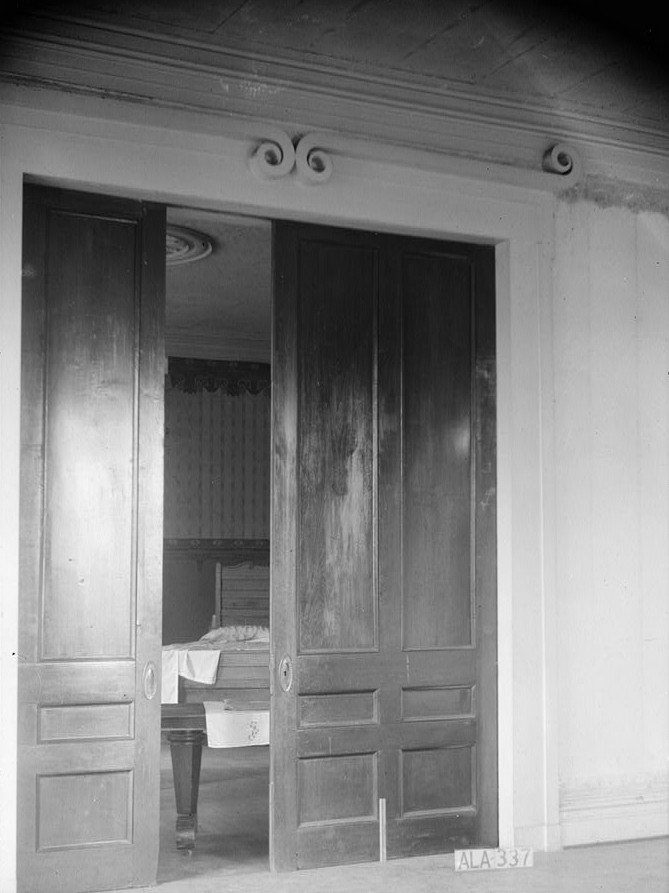
Кишенькові двері між салонами.
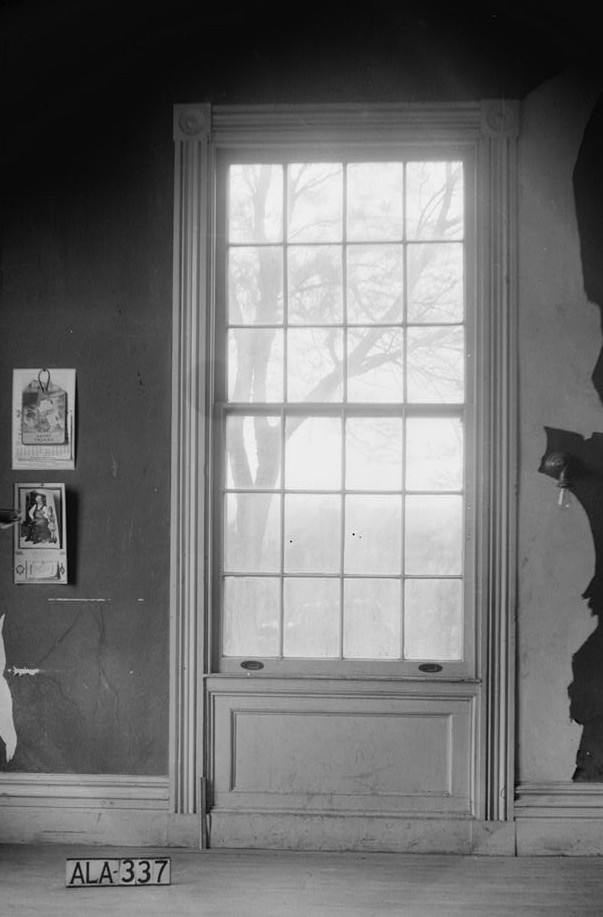
Оздоблення вікон у вітальні.